# Rhinosimus darutyi
Rhinosimus darutyi es una especie de coleóptero de la familia Salpingidae.

## Distribución geográfica
Habita en Mauricio.